# Siegfried Woldhek
Siegfried Woldhek (* 14. května 1951 Emmen) je nizozemský umělec, ilustrátor a ochranář přírody. Byl ředitelem Světového fondu na ochranu přírody Nizozemska. Založil neziskovou organizaci NABUUR.com.
Woldhek studoval teoretickou ekologii na Vrije Universiteit v Amsterdamu. Po ukončení studia začal pracovat ve společnosti Vogelbescherming Nederland. Tam byl ředitelem od roku 1985 do roku 1990. Pak byl jmenován ředitelem Světového fondu na ochranu přírody Nizozemska a tuto funkci vykonával do roku 1998. V letech 2002 - 2011 vedl neziskovou organizaci pomáhající komunitám v rozvojových zemích na internetovém portálu NABUUR.com.
Woldhek je známý pro originální portréty a karikatury spisovatelů a politiků, které tvořil od roku 1976 pro knihy, časopisy, noviny a muzejní sbírky, včetně Metropolitního muzea umění v New Yorku, Vrij Nederland a NRC Handelsblad. Kreslí i zvířata, nejvíc ptáky. V roce 2008 v prezentaci TED vysvětlil, jak jako zkušený portrétista objevil pravou tvář Leonarda da Vinciho.